# میلان میاتوویچ
میلان میاتوویچ (به انگلیسی: Milan Mijatović) (زاده ۲۶ ژوئیه ۱۹۸۷) بازیکن فوتبال اهل مونته‌نگرو است.
وی سابقه ۲۸ بازی در تیم ملی فوتبال مونته‌نگرو را در کارنامه دارد.